# Michael Almebäck
Michael Almebäck (né le 4 avril 1988 à Orebro) est un footballeur suédois évoluant au poste de défenseur.